# ژانگ یوفی
ژانگ یوفی (به انگلیسی: Zhang Yufei) ژیمناست زادهٔ ۱۹۸۸ (۳۶–۳۷ سال) میلادی اهل کشور چین است.